# Вікоміко (округ, Меріленд)
Шаблон:StateAbbr_ 38°22′ пн. ш. 75°38′ зх. д. / 38.37° пн. ш. 75.63° зх. д.
Округ  Вікоміко (англ. Wicomico County) — округ (графство) у штаті  Меріленд, США. Ідентифікатор округу 24045.

## Історія
Округ утворений 1867 року.

## Демографія
За даними перепису 
2000 року 
загальне населення округу становило 84644 осіб, зокрема міського населення було 57986, а сільського — 26658.
Серед мешканців округу чоловіків було 40335, а жінок — 44309. В окрузі було 32218 домогосподарств, 21781 родин, які мешкали в 34401 будинках.
Середній розмір родини становив 3.
Віковий розподіл населення поданий у таблиці:
| Стать    | До 15 років | 15-21 | 22-29 | 30-39 | 40-49 | 50-65 | 65-85 | Понад 85 |
| -------- | ----------- | ----- | ----- | ----- | ----- | ----- | ----- | -------- |
| Чоловіки | 8869        | 4904  | 4025  | 5687  | 6306  | 6178  | 4067  | 299      |
| Жінки    | 8461        | 5303  | 4280  | 6334  | 6698  | 6776  | 5567  | 890      |

## Суміжні округи
- Сассекс, Делавер — північ
- Вустер, Меріленд — південний схід
- Сомерсет, Меріленд — південний захід
- Дорчестер, Меріленд — північний захід

## Виноски
1. ↑  U.S. Decennial Census. United States Census Bureau. Архів оригіналу за 4 квітня 2018. Процитовано 14 вересня 2014.
2. ↑  Historical Census Browser. University of Virginia Library. Архів оригіналу за 11 серпня 2012. Процитовано 14 вересня 2014.
3. ↑  Population of Counties by Decennial Census: 1900 to 1990. United States Census Bureau. Архів оригіналу за 31 жовтня 2014. Процитовано 14 вересня 2014.
4. ↑  Census 2000 PHC-T-4. Ranking Tables for Counties: 1990 and 2000 (PDF). United States Census Bureau. Архів оригіналу (PDF) за 18 грудня 2014. Процитовано 14 вересня 2014.
5. ↑  State & County QuickFacts. United States Census Bureau. Архів оригіналу за 22 липня 2011. Процитовано 24 серпня 2013.(англ.) Наведено за англійською вікіпедією.
6. ↑  American FactFinder. Бюро перепису населення США. Архів оригіналу за 26 лютого 2012. Процитовано 31 січня 2008.

| США | Це незавершена стаття з географії США. Ви можете допомогти проєкту, виправивши або дописавши її. |